# Louis Zukofsky

Louis Zukofsky

Louis Zukofsky (* 23. Januar 1904 in New York City; † 12. Mai 1978 in Port Jefferson, New York) war ein US-amerikanischer Schriftsteller und Dichter, der zu den Mitgründern der objektivistischen Lyrikbewegung (Objectivists) gehörte.

## Leben
Zukofsky entstammt einem jüdischen Elternhaus orthodoxer Ausrichtung. Die Eltern waren aus Litauen in die USA eingewandert. Nach dem Schulbesuch studierte er an der Columbia University und schloss sein Studium 1924 mit einem Master of Arts (M.A.) ab und verfasste bereits während dieser Zeit erste Gedichte. Beeinflusst von der minimalistischen Schule von William Carlos Williams gehörte er dabei neben Charles Reznikoff, George Oppen und Carl Rakosi zu den sogenannten Objectivists in der amerikanischen Literatur. 1932 gab er mit Williams An Objectivists Anthology heraus, in der auch seine Gedichte veröffentlicht wurden.
An seinem wichtigsten Werk, dem Gedicht A arbeitete er mehrere Jahrzehnte bis zu seinem Tod und veröffentlichte den ersten Teil First Half of „A“ im Jahr 1940. Die vollständige Version erschien 1978 im Jahr seines Todes und beschäftigt sich hauptsächlich mit der Beziehung von Literatur, Musik, Ästhetik, Geschichte und Philosophie.
Seine erste eigene Anthologie erschien 1941 unter dem Titel 55 Poems. 1947 erfolgte seine Berufung auf eine Professur am Polytechnic Institute of New York University, an dem er fast zwanzig Jahre bis 1966 lehrte.
Daneben veröffentlichte er weitere Gedichtbände mit zum Teil bereits während der 1920er Jahre entstandene Gedichte wie Bottom: On Shakespeare (1963), All: The Collected Short Poems, 1923-1958 (1965) und All: The Collected Short Poems, 1956-1964 (1966). Neben der Novelle Little: A Fragment for Careenagers (1967) und dem Roman Ferdinand (1968) veröffentlichte er 1968 auch eine Sammlung seiner Essays Prepositions: The Collected Critical Essays of Louis Zukofsky. Darüber erschien 1962 das Theaterstück Arise, Arise (1962).
Zukofskys Werke, die auch in der Literaturzeitschrift Schreibheft erschienen, wurden in die französische Sprache von Anne-Marie Albiach und Claude Royet-Journoud übersetzt.
Sein Sohn ist der Violinist und Dirigent Paul Zukofsky, der bereits in den 1950er Jahren als musikalisches Wunderkind Aufsehen erregte.